# Ugovor s vragom
Ugovor s vragom ili ugovor s đavlom, prema pučkom vjerovanju, ugovor kojim bi crni čarobnjak ili vještica sklopili savez s vragom tako što bi vragu predali svoju dušu u zamjenu za nekakvu korist, najčešće dobitak nadnaravnih sposobnosti, bogatstva ili skrivenih znanja. Kršćansko vjerovanje zagovara opasnost takve radnje, jer je besmrtnost i čistoća duše daleko vrednija od onoga što đavolji podanik traži za sebe.
Ideja o postojanju ugovora s vragom ili nekim drugim demonima potječe iz dijela Biblije (Izaija 28:15) u kojem se govori o sklapanju ugovora s paklom. Zbog toga su rani kršćanski oci, poput Origena (185.-254.) i sv. Augustina (354.-430.) pisali o ugovoru s vragom. Najstarija kršćanska legenda o sklapanju ugovora s vragom je priča o sv. Baziliju (329.-379.). U srednjem vijeku pojavili su se brojni primjeri ugovora s vragom u literaturi.
Godine 1486. knjiga Malleus maleficarum povezala je vještičarstvo s obožavanjem Sotone, što je omogućilo demonizaciju vještica i otvorilo put djelovanju inkvizicije i protestantskih progona vještica.
Godine 1587. izdana je prva knjiga o legendarnom čarobnjaku Johannesu Faustu koji je potpisao ugovor s demonom Mefistom koji je pristao služiti Faustu dvadest i četiri godine i udovoljavati mu svakoj želji, a kada je prošlo ugovoreno razdoblje, ubio ga je i oduzeo mu dušu.
Godine 1634. osuđen je francuski svećenik Urbain Grandier zbog navodnog prakticiranja magije i sklapanja ugovora s vragom.